# Sabina Sharipova
Sabina Sharipova (Tashkent, 4 settembre 1994) è una tennista uzbeka inattiva dal 2022.

## Biografia
Nata nella capitate uzbeka, Sabina Sharipova è stata avviata al tennis dalla madre Dinara, una personal trainer; il padre Alfred è stato un giocatore di football. Ha una sorella più giovane, Elina. La sua tennista di riferimento è Martina Hingis.
A livello juniores ha ottenuto buoni risultati, 6 tornei vinti in singolo e 2 in doppio. Ha raggiunto i quarti di finale nei tornei giovanili di Australian Open 2012 e Wimbledon 2012.
Ha esordito come professionista nel 2008, appena quattordicenne, ed è riuscita a vincere 15 titoli ITF nel singolo e 7 titoli nel doppio.
Nel 2017 ha perso in semifinale al torneo di Mumbai, dopo aver eliminato al turno precedente Yanina Wickmayer.
Fa parte della squadra Uzbeka di Fed Cup, dove il suo bilancio attuale è di 20 vittorie e 17 sconfitte.

## Statistiche ITF

### Singolare

#### Vittorie (15)
| Torneo $100.000 (0) |
| Torneo $80.000 (0)  |
| Torneo $75.000 (0)  |
| Torneo $60.000 (1)  |
| Torneo $50.000 (0)  |
| Torneo $25.000 (8)  |
| Torneo $15.000 (2)  |
| Torneo $10.000 (4)  |

| N.  | Data             | Torneo                               | Superficie  | Avversaria in finale | Punteggio           |
| 1.  | 30 ottobre 2010  | ITF Women's Circuit Kuching, Kuching | Cemento     | Sandy Gumulya        | 6-4, 6-3            |
| 2.  | 28 aprile 2012   | Andijan Womens, Andijan              | Cemento     | Jang Su-jeong        | 6-2, 6-4            |
| 3.  | 1º giugno 2013   | Karshi Womens, Qarshi                | Cemento     | Yang Yi              | 6-2, 6-3            |
| 4.  | 8 giugno 2013    | Karshi Womens, Qarshi                | Cemento     | Ankita Raina         | 6-3, 6-3            |
| 5.  | 23 novembre 2013 | Astana Womens, Astana                | Cemento (i) | Alena Tarasova       | 7-5, 6-0            |
| 6.  | 11 aprile 2015   | Karshi Womens, Qarshi                | Cemento     | Ksenija Lykina       | 6-2, 6-3            |
| 7.  | 20 febbraio 2016 | Delhi Open, New Delhi                | Cemento     | Nina Stojanović      | 3–6, 6–2, 6–4       |
| 8.  | 28 maggio 2016   | Andijan Womens, Andijan              | Cemento     | Veronika Kudermetova | 7–5, 6–0            |
| 9.  | 4 settembre 2016 | Guiyang Tennis Open, Guiyang         | Cemento (i) | Guo Hanyu            | 6(1)–7, 7–6(0), 6–4 |
| 10. | 25 giugno 2017   | Fergana Challenger, Fergana          | Cemento     | Elena Rybakina       | 6–4, 7–6(5)         |
| 11. | 14 aprile 2018   | Lale Cup, Istanbul                   | Cemento     | Elena Rybakina       | 7–6(0), 6-4         |
| 12. | 2 giugno 2018    | Andijan Womens, Andijan              | Cemento     | Kaja Juvan           | 6-4, 6-2            |
| 13. | 9 giugno 2018    | Namangan Womens, Namangan            | Cemento     | Iryna Šymanovič      | 6-1, 6-1            |
| 14. | 6 ottobre 2019   | GD Tennis Cup, Adalia                | Cemento     | Anja Wildgruber      | 6-3, 6-1            |
| 15. | 12 gennaio 2020  | Magic Tours, Monastir                | Cemento     | Noel Mallaurie       | 7-6(5), 6-3         |

#### Sconfitte (11)
| Torneo $100.000 (0) |
| Torneo $80.000 (1)  |
| Torneo $75.000 (0)  |
| Torneo $60.000 (0)  |
| Torneo $50.000 (0)  |
| Torneo $25.000 (5)  |
| Torneo $15.000 (1)  |
| Torneo $10.000 (4)  |

| N.  | Data              | Torneo                                          | Superficie  | Avversaria in finale | Punteggio      |
| 1.  | 12 luglio 2009    | ITF Women's Circuit Shenzhen, Shenzhen          | Cemento     | Zheng Saisai         | 5-7, 4-6       |
| 2.  | 13 giugno 2010    | Karshi Womens, Karshi                           | Cemento     | Lee Jin-a            | 2–6, 6–1, 4–6  |
| 3.  | 5 agosto 2012     | ITF Women's Circuit Ankara, Ankara              | Cemento     | Laura Ioana Andrei   | 1-6, 0-6       |
| 4.  | 24 febbraio 2013  | ITF Women's Circuit Shymkent, Şımkent           | Cemento (i) | Ksenia Palkina       | 6(3)-7, 6(3)-7 |
| 5.  | 12 luglio 2014    | Singha BEC TERO ITF Circuit, Bangkok            | Cemento     | Wang Yafan           | 3-6, 2-6       |
| 6.  | 11 ottobre 2014   | Chang ITF Thailand Pro Circuit Bangkok, Bangkok | Cemento     | Dar'ja Gavrilova     | 6(4)-7, 3-6    |
| 7.  | 21 giugno 2015    | Fergana Challenger, Fergana                     | Cemento     | Anastasija Komardina | 2–6, 6–1, 4–6  |
| 8.  | 19 giugno 2016    | Fergana Challenger, Fergana                     | Cemento     | Polina Monova        | 3–6, 6–0, 4–6  |
| 9.  | 17 settembre 2017 | Guiyang Tennis Open, Guiyang                    | Cemento     | Lidzija Marozava     | 2-6, 4-6       |
| 10. | 4 marzo 2018      | ITF Women's Circuit Xiamen, Xiamen              | Cemento     | Gao Xinyu            | 1-6, 2-6       |
| 11. | 22 luglio 2018    | President's Cup, Astana                         | Cemento     | Ekaterine Gorgodze   | 4-6, 1-6       |

### Doppio

#### Vittorie (7)
| Torneo $100.000 (0) |
| Torneo $80.000 (0)  |
| Torneo $75.000 (0)  |
| Torneo $60.000 (0)  |
| Torneo $50.000 (0)  |
| Torneo $25.000 (3)  |
| Torneo $15.000 (2)  |
| Torneo $10.000 (2)  |

| N. | Data              | Torneo                                                | Superficie  | Partner             | Avversarie                                | Punteggio           |
| 1. | 25 ottobre 2010   | ITF Women's Circuit Kuching, Kuching                  | Cemento     | Sandy Gumulya       | Rushmi Chakravarthi Élodie Rogge-Dietrich | 6-3, 6-2            |
| 2. | 7 maggio 2012     | Almaty Womens, Almaty                                 | Cemento     | Ekaterina Jašina    | Albina Khabibulina Anastasyja Vasyl'eva   | 6–4, 3–6, [10–3]    |
| 3. | 26 maggio 2014    | Bukhara Womens, Bukhara                               | Cemento     | Veronika Kapšaj     | Nigina Abduraimova Akgul Amanmuradova     | 6-4, 6-4            |
| 4. | 15 settembre 2017 | Guiyang Tennis Open, Guiyang                          | Cemento (i) | Lidzija Marozava    | Jiang Xinyu Tang Qianhui                  | 6–2, 6–3            |
| 5. | 1º giugno 2019    | Chang ITF Thailand Pro Circuit Nonthaburi, Nonthaburi | Cemento     | Victoria Rodríguez  | Lorraine Guillermo Maegan Manasse         | 6-3, 6-4            |
| 6. | 13 febbraio 2021  | Shymkent ITF International Tournament, Şımkent        | Cemento     | Ekaterina Kazionova | Dar'ja Mišina Noel Saidenova              | 7–5, 2–6, [10–4]    |
| 7. | 26 giugno 2021    | Magic Hotel Tours, Monastir                           | Cemento     | Mariana Dražić      | Saki Imamura Shin Ji-ho                   | 6(1)-7, 6-4, [10-0] |

#### Sconfitte (13)
| Torneo $100.000 (0) |
| Torneo $80.000 (0)  |
| Torneo $75.000 (0)  |
| Torneo $60.000 (1)  |
| Torneo $50.000 (3)  |
| Torneo $25.000 (5)  |
| Torneo $15.000 (1)  |
| Torneo $10.000 (3)  |

| N.  | Data             | Torneo                                         | Superficie  | Partner            | Avversarie                                | Punteggio         |
| 1.  | 18 giugno 2011   | Astana Womens, Astana                          | Cemento     | Tamara Čurović     | Veronika Kapšaj Ekaterina Jašina          | 6–2, 3–6, [13–15] |
| 2.  | 28 aprile 2012   | Andijan Womens, Andijan                        | Cemento     | Ekaterina Jašina   | Albina Khabibulina Anastasyja Vasyl'eva   | 0-6, 2-6          |
| 3.  | 23 febbraio 2013 | ITF Women's Circuit Shymkent, Şımkent          | Cemento (i) | Kamila Kerimbajeva | Diana Bogolij Alena Tarasova              | 4–6, 6–1, [4–10]  |
| 4.  | 1º giugno 2013   | Karshi Womens, Karshi                          | Cemento     | Ekaterina Jašina   | Albina Khabibulina Al'ona Sotnikova       | 3-6, 5-7          |
| 5.  | 14 maggio 2016   | ITF Women's La Marsa, La Marsa                 | Terra rossa | Victoria Kan       | Vitalija D'jačenko Galina Voskoboeva      | 3-6, 6-1, [10-12] |
| 6.  | 28 maggio 2016   | Andijan International, Andijan                 | Cemento     | Victoria Kan       | Barbora Štefková Anastasyja Vasyl'eva     | 3–6, 6–4, [7–10]  |
| 7.  | 23 ottobre 2016  | Suzhou Ladies Open, Suzhou                     | Cemento     | Jacqueline Cako    | Hiroko Kuwata Akiko Ōmae                  | 1-6, 3-6          |
| 8.  | 24 ottobre 2016  | Bank of Liuzhou Cup, Liuzhou                   | Cemento     | Jacqueline Cako    | Veronika Kudermetova Aleksandra Pospelova | 2-6, 4-6          |
| 9.  | 24 dicembre 2016 | Ankara Cup, Ankara                             | Cemento (i) | Ekaterina Jašina   | Anna Blinkova Lidzija Marozava            | 6-4, 3-6, [9-11]  |
| 10. | 24 giugno 2017   | Fergana Challenger, Fergana                    | Cemento     | Ksenija Lykina     | Nigina Abduraimova Anastasija Frolova     | 6(7)-7, 5-7       |
| 11. | 16 marzo 2019    | Pingshan Open, Shenzhen                        | Cemento     | Hiroko Kuwata      | Liang En-shuo Xun Fangying                | 4-6, 1-6          |
| 12. | 10 aprile 2021   | Shymkent ITF International Tournament, Şımkent | Cemento     | Ekaterina Jašina   | Anželika Isaeva Ekaterina Makarova        | 6(4)-7, 3–6       |
| 13. | 28 agosto 2021   | Almaty Open, Almaty                            | Cemento     | Stéphanie Visscher | Nigina Abduraimova Dar'ja Mišina          | 6-4, 4-6, [3-10]  |